# RV12P2000

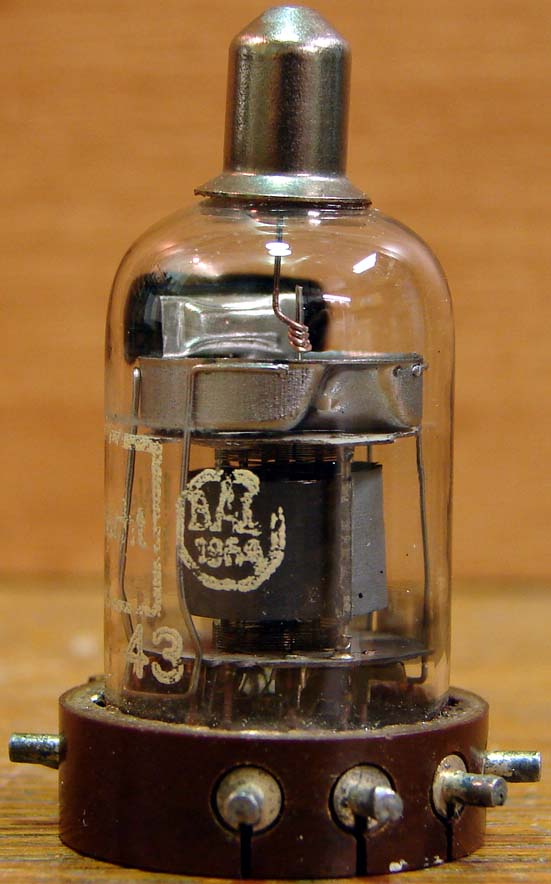
Ansicht einer P2000,
Der links sichtbare Fertigungsstempel weist als Herstellungsjahr 1943 aus.

Die Elektronenröhre RV12P2000 ist eine Universalpentode aus militärischer Entwicklung, welche 1937 auf den Markt gebracht wurde und die damals kleinstmöglichen Abmessungen hatte: Der Kolbendurchmesser beträgt ca. 24 mm, die Höhe von Sockel inklusive Gitterkappe ca. 44 mm.

## Typenbezeichnung
Die Wehrmacht benutzte einen eigenen Schlüssel zur Bezeichnung der Röhrentypen. Das R steht für Heeresröhre, das V für (Spannungs)-Verstärker, und die 12 gibt die (mittlere) Heizspannung in Volt an. Die Zahl 2000 steht für die theoretisch maximal erreichbare Verstärkung. Die 12,6 V wurden gewählt, weil die meisten Fahrzeug-Bordnetze (Lichtmaschine/Anlasser, Starterbatterie, Zündanlage etc.) darauf ausgelegt waren. Die benötigte Anodenspannung wurde meist mittels Einankerumformer erzeugt.

## Entwicklung
Die Entwicklung der Elektronenröhre in den 1930er Jahren hatte bisher keine Typen hervorgebracht, die in den militärisch genutzten Funkfrequenzbereichen bis ca. 300 MHz einsatzfähig waren und gleichzeitig für den portablen Einsatz eine geringe Einbaugröße und mechanische Robustheit aufwiesen. Diese Lücke sollte mit der oft auch kurz P2000 bezeichneten Röhre gefüllt werden.
Die Entwicklung der P2000 begann bereits 1933 im Empfängerlabor der Telefunken-Gesellschaft in Berlin-Schöneberg. Als Projektleiter wurde Walter Graffunder berufen, die Entwicklung selbst wurde durch Werner Kleen und Horst Rothe durchgeführt. Diese Vorarbeiten mündeten in den Typen SF1 und SF1A. Letztere wies bereits die Kenndaten der P2000 auf und war nur in den Heizdaten und der maximalen Anodenverlustleistung abweichend.
Als grundlegende Neuerung bei der Entwicklung dieser Röhrentypen ist die Benutzung eines Pressglastellers für die Anschlussdurchführungen erwähnenswert, welcher den herkömmlichen, hochfrequenztechnisch problematischen Quetschfuß-Aufbau ablöste. Die Elektrodenanschlüsse konnten kürzer gehalten werden, was die störenden Kapazitäten verringerte.

## P2001
Später wurde die RV12P2001 entwickelt, die im Gegensatz zur P2000 aufgrund der besonderen Konstruktion ihres Steuergitters (ungleiche Abstände der Gitterdrähte) eine gitterspannungsabhängige Steilheit und damit eine Regelkennlinie besitzt. Dies ermöglicht eine Änderung der Verstärkung über eine veränderliche Vorspannung.
Die Typenbezeichnung ist ein Kompromiss, da zwischen der „normalen“ und der Regelversion unterschieden werden musste, die Röhren aber bis auf das Steuergitter baugleich waren.

## Nachkriegszeit
In der Nachkriegszeit wurden die in großer Stückzahl vorhandenen Sende- und Empfangsgeräte der Wehrmacht ausgeschlachtet und die P2000 in zivilen Rundfunkempfängern eingesetzt. Der Rundfunkbaukasten Heinzelmann, der den Erfolg der Grundig AG begründete, benutzte ebenfalls die P2000.
Das Telefunken-Werk in Ulm stellte im Jahre 1948 bereits wieder P2000 in nennenswertem Umfang her, um die hohe Nachfrage aus Handel und Industrie zu befriedigen.
Der VEB Röhrenwerk „Anna Seghers“ in Neuhaus am Rennweg (ehemals Telefunken) fertigte die P2000 bis in die 1960er Jahre.
Als Nachfolgetyp zur P2000 kann die EF95 angesehen werden.

P2000 und Fassung
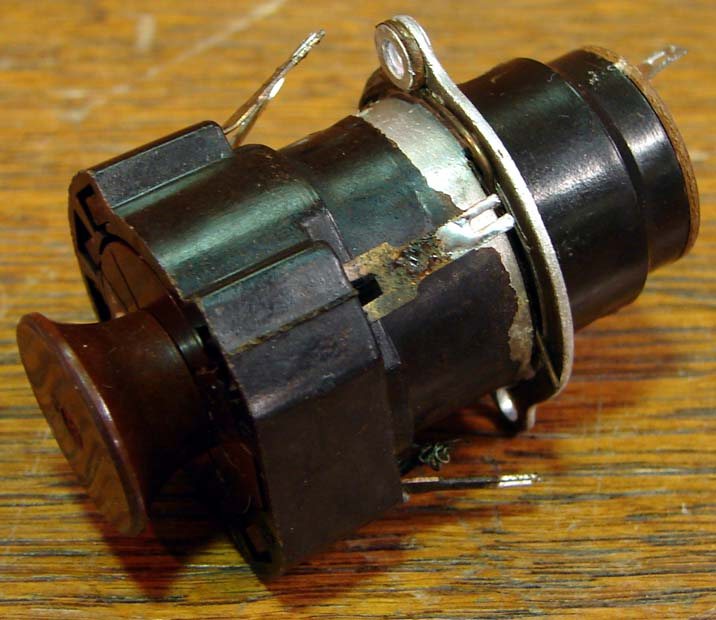
P2000 in Fassung
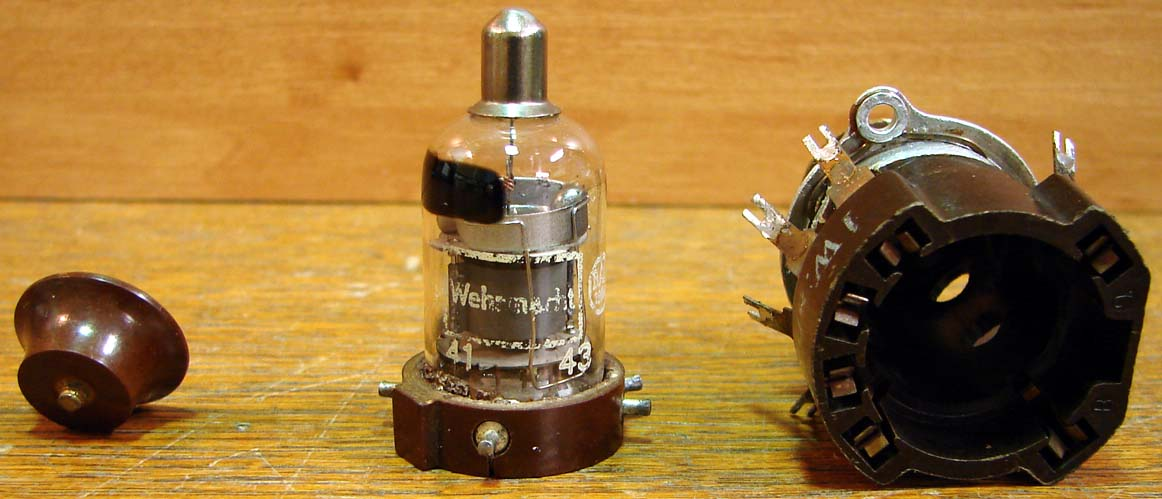
P2000 mit Fassung und Ziehknopf
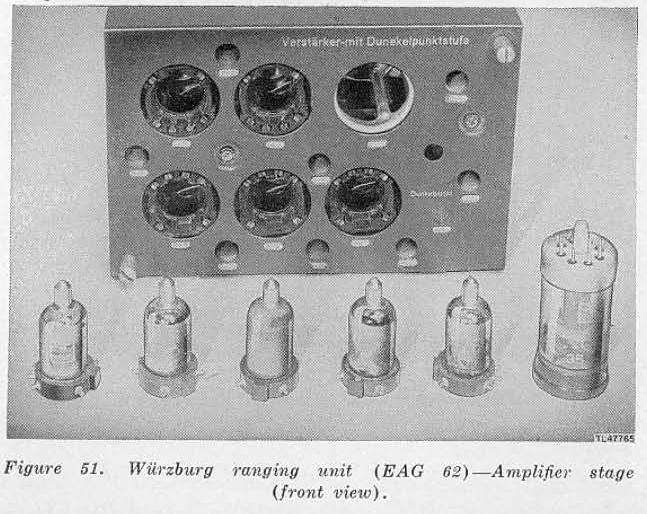
P2000 im „Würzburg“-Radargerät